# Laguna Loire
Laguna Loire es un personaje de la historia del videojuego Final Fantasy VIII. Sólo se le puede controlar en los sueños de Squall Leonhart, pero tiene un papel importante en el desarrollo de la historia.

## Historia
La historia de Laguna se va conociendo a través de los extraños sueños de Squall. Aparece como un soldado de Galbadia de 27 años. Junto a sus amigos Kiros y Ward, protagoniza misiones para el ejército de las que casi siempre ve obligado a retirarse.
Se sabe que tuvo un corto romance con la madre de Rinoa, Julia, quien murió muy joven cuando Rinoa era una niña, pero no llegó a nada.
Laguna, después de una huida accidentada en la que Ward pierde la voz, se queda a vivir en un pueblo con Raine, quien le cuida hasta que se recupera. Raine vive con su hija adoptiva Eleone una niña con poderes anormales cuyos padres habían muerto en la Guerra de la Bruja. Durante su estancia en el pueblo, Winhill, Laguna madura y decide hacerse periodista para narrar sus aventuras, que se divulgan por todo el mundo.
Pero Eleone es secuestrada por los soldados de Esthar, que buscan posibles sucesoras para la bruja Adel, y Laguna sale en su busca. Durante el camino se ve obligado incluso a participar en una película (en la que interpreta a un caballero de la bruja, convirtiéndose en una especie de ejemplo a seguir para Seifer), y al final no solo rescata a Eleone, sino que consigue sellar a la bruja en el espacio (en una pequeña estación espacial entre la Tierra y la Luna) y se convierte en el presidente de Esthar.

## Personalidad
Laguna, exsoldado del ejército de Galbadia, es una persona con una fuerza increíble y una sorprendente energía.
Tiene un fuerte sentido de justicia, tiene un buen corazón, es romántico, simpático y ayuda a quien se lo pide. 
No es para nada brillante en sus ideas: si salen bien, es por pura suerte. Es gracioso cuando hace chistes, no porque sean buenos, sino porque los formula mal. Cuando se pone nervioso le da calambres en una pierna. Pero pese a todo esto, es recordado por numerosas personas en el juego como un gran hombre que, gracias a su energía y amabilidad, trae la felicidad a todos los sitios que visita. 
Quiere a Eleone como si fuera una hija; pasa el resto de su vida con ella, junto con sus viejos compañeros de armas Kiros y Ward.

## Armas y Límite
Su arma es una ametralladora, que no se puede perfeccionar, ya que se controla al personaje muy poco tiempo. Sólo se puede conseguir un límite, Desesperado, que consiste en lanzar una granada y efectuar una multitud de disparos, afectando a todos los adversarios.

## Tema musical
El tema de Laguna, "The Man with the Machine Gun" (El Hombre de la Ametralladora) sustituye al tema de batalla siempre que peleas utilizando a Laguna, Kiros y Ward.
- Datos: Q3826124